# Sachsenhausen (Türingia)
Sachsenhausen település Németországban, azon belül Türingiában. Lakosainak száma 358 fő (2017. december 31.). Sachsenhausen Ilmtal-Weinstraße, Großobringen és Wohlsborn községekkel határos.

## Népesség
A település népességének változása:

| 2017 | 358 |